# Gerhart Nebinger
Gerhart Ernst Arthur Nebinger (* 22. Dezember 1911 in Stuttgart; † 7. Juli 1997 in Neuburg an der Donau) war ein deutscher Archivar und Genealoge.

## Leben
Nebinger war Schwabe und stammte aus Württemberg. Er war ein Sohn des Richters Robert Nebinger (1883–1963) und dessen Frau Anni (1885–1945). Er hatte drei Brüder, darunter den Politiker Rolf Nebinger (1917–1999). Nach dem Schulbesuch studierte Gerhart Nebinger von 1930 bis 1935 Rechtswissenschaften in Tübingen, wo er Mitglied der Studentenverbindung Akademische Gesellschaft Stuttgardia Tübingen wurde. Danach schlug er eine Archivarsausbildung ein und trat 1937 in den staatlichen bayerischen Archivdienst ein. Zuletzt war er Staatsarchivrat am Bayerischen Staatsarchiv Neuburg. Er forschte und publizierte vor allem zur Territorialgeschichte Bayerns und wirkte als Genealoge und Heraldiker in zahlreichen Vereinen, deren Mitglied er war. So war er zum Beispiel als 1. Vorsitzender des Bayerischen Landesvereins für Familienkunde e. V. tätig.
Neben Franz Josef zu Hohenlohe-Schillingsfürst wirkte er ab dem zweiten Band von 1951 am Genealogischen Handbuch des in Bayern immatrikulierten Adels mit.
Im 85. Lebensjahr schrieb er seine Erinnerung in folgendem Aufsatz nieder: Mein Weg zur Genealogie. In: Zwischen Baustelle und Archiv, Stuttgart, 1995. S. 127–133.

## Ehrungen
- 1997: Bundesverdienstkreuz am Bande

## Werke (Auswahl)
- Der Kirchturm von Ellenbrunn – Träger des ersten Blitzableiters im Herzogtum Neuburg. In: Nordschwäbische Chronik, 4 (1951), S. 3 f.
- Die väterlichen Ahnen Paul Winters, Neuburg a. d. D., Volksbildungswerk, Arbeitskreis für Heimat- und Familiengeschichte, 1964.
- Karl Friedrich von Frank†. In: Blätter des Bayerischen Landesvereins für Familienkunde (Hrsg. Bayerischer Landesverein für Familienkunde e. V.), Jg. 1976, S. 90.
- Leyen, von der. In: Neue Deutsche Biographie. 14. Band. Berlin 1985, S. 431.
- Zur Biographie des Herzogs Carl Rudolf von Württemberg. In: Genealogie, Heft 11–12/1994, S. 360 f.

## Nachlass
Der wissenschaftliche Nachlass von Gerhart Nebinger befindet sich heute im Staatsarchiv Augsburg. Der Nachlass ist unverzeichnet.